# Krvavčji Vrh
Krvavčji Vrh – wieś w Słowenii, w gminie Semič. W 2018 roku liczyła 78 mieszkańców.